# Вильхельмштайн (крепость, Нижняя Саксония)
Вильхельмштайн (нем. Wilhelmstein) — крепость на искусственном острове площадью 1,25 гектара на озере Штайнхудер-Меер, около города Ганновер, в федеральной земле Нижняя Саксония, Германия. Построена в XVIII веке как государственная крепость княжества Шаумбург-Липпе. На тот момент являлась одним из самых современных фортификационных сооружений. Оборона крепости Вильхельмштайн силами небольшого, но решительно настроенного гарнизона, сыграла ключевую роль в сохранении автономии княжества во время гессенского вторжения в 1787 году. Объект в настоящее время принадлежит Дому Шаумбург-Липпе. Сегодня остров является популярной туристической достопримечательностью и местом отдыха. Сюда можно добраться на катерах и прогулочных корабликах от причалов Штайнхуде и Мардорф. По своему типу крепость относится к бастионной системе укреплений.

## История

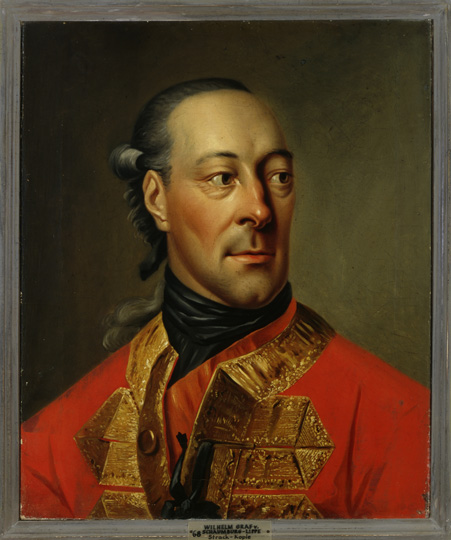
Основатель крепости Вильгельм I цу Шаумбург-Липпе

### XVIII век
Граф Вильгельм I цу Шаумбург-Липпе был главой небольшого княжества, в котором проживало всего 17 тысяч подданных. Но граф во что бы то ни стало желал сохранить независимость и избежать возможных попыток аннексии своих владений более сильными соседями. Поэтому он решил возвести на острове современную крепость, как военный центр небольшого государства Шаумбург-Липпе. Строительство велось между 1761 и 1767 годами. Главный объём работ пришёлся на доставку песка, гравия, камней и земли для создания искусственного острова. На это собственно и ушло пять лет. По распоряжению графа подданные были обязаны ежедневно доставлять около 30 кубометров необходимых материалов. Летом рыбаки перевозили камни и песок на своих лодках, а зимой фермеры подвозили из на санях. Кроме того, был прорыт канал Хагенбургер длиной 1,2 км как ответвление от замка Хагенбург к Штайнхудер Меер специально для облегчения доставки стройматериалов. При этом труд рабочих оплачивался.
Основная часть крепости представляла собой типичный для того времени комплекс звёздчатых бастионов. Несмотря на небольшие размеры это было очень серьёзное фортификационное сооружение, для осады которого требовались значительные силы и ресурсы.
Граф Вильгельм лично принимал участие в проектировании крепости. Он имел богатый военный опыт командующего артиллерией в Семилетней войне и во время кампании в Португалии. Так как остров находится на расстоянии 1,4 километра от берега, то крепость изначально имела внушительную защиту в виде широкой водной поверхности. По первоначальному проекту цитадель Вильхельмштайна должны были окружать 16 небольших искусственных островов с автономными бастионами. Но в итоге все сооружения образовали единый остров.

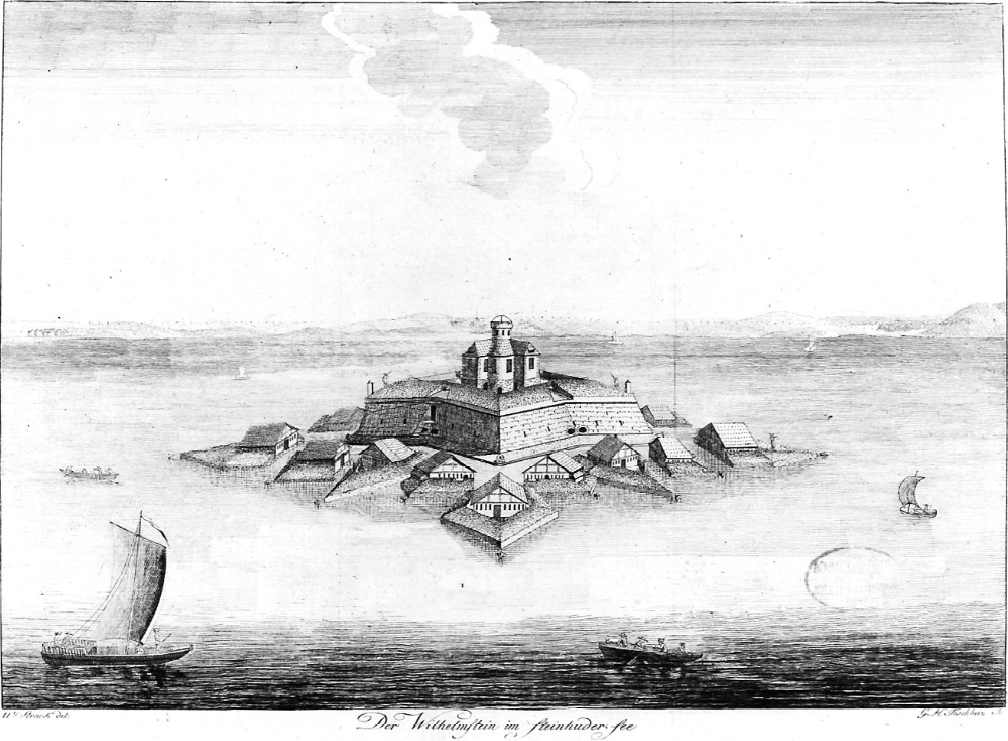
Креопсть на рисунке 1787 года

### Осада1787 года
Крепость на искусственном острое, которую многие поначалу рассматривали как фортификационное недоразумение, доказала свою важную стратегическую ценность через двадцать лет после завершения строительства. После смерти бездетного графа Филиппа II в 1787 году, власти ландграфства Гессен-Кассель объявили о своих притязаниях на земли княжества Шаумбург-Липпе. Гессенские войска в феврале 1787 года оккупировали небольшое государство, не встретив сопротивления. Однако в крепости Вильхельмштайн закрепилось около 150 солдат и офицеров, которые отказались признать аннексию. Командование гессенской армии выделило отряд численностью около 2800 человек для захвата островной крепости. Но из-за удалённости острова от берега организовать эффектный артиллерийский обстрел бастионов не удалось. Лодок для форсирования озера не хватало, а штурм в любом случае грозил осаждающим обернуться огромными потерями. Попытка заставить гарнизон капитулировать из-за голода также провалилась. Тем временем о своей поддержке защитников Вильхельмштайна заявил курфюрст Ганновера, владевший северным берегом озера. Власти Священная Римская империя позволили королю Пруссии в случае необходимости начать освобождение графства Шаумбург-Липпе от гессенской оккупации. В итоги правительство Гессен-Касселя предпочло отдать приказ об отступлении.

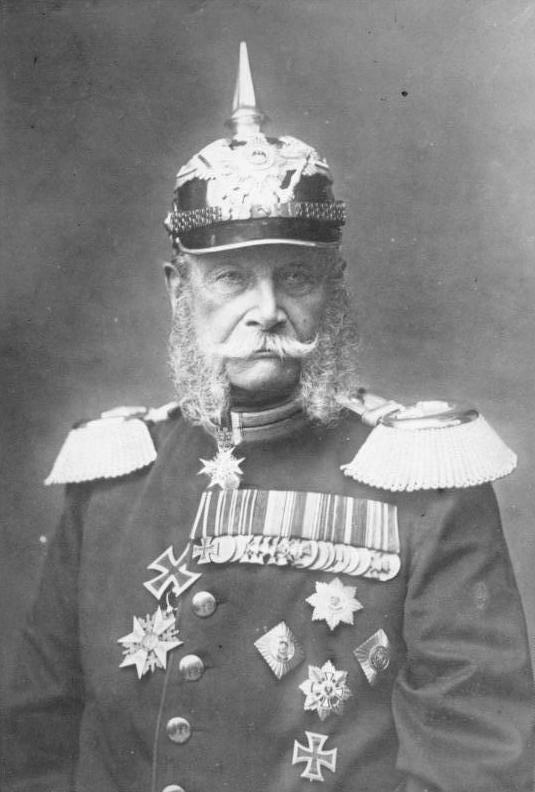
кайзера Вильгельм I, самый известный из гостей крепости

### XIX век
Уже в самом начале XIX века комплекс из 16 малых и одного большого острова превратился в единую сушу. Так как после завершения Наполеоновских войн Вильхельштайн утратил прежнее военное значение, то власти решили превратить крепость в тюрьму. Первоначально сюда направляли тех, кого приговорили к очень длительным или пожизненным срокам заключения. Считалось, что из-за своей удалённости от берега остров-тюрьма не располагает к побегу. Однако известны как минимум три попытки сбежать по льду и одна попытка бегства на деревянном плоту.
С 1815 года в крепости находилось в среднем около 10 постоянных заключённых. Тюрьма существовала здесь более полувека. В сумме через её арестантами в общей сложности побывали почти 300 человек. Им приходилось выполнять различные тяжёлые работы. Некоторые из умерших узников оказались похоронены на острове. В связи с роспуском войск княжества Шаумбург-Липпи (после соглашения об объединении с Пруссией в 1867 году) тюрьма была упразднена.
После закрытия тюрьмы Вильхельмштайн быстро превратился в популярный туристический объект (при этом первый официальный гость в роли туриста расписался в книге посетителей ещё в 1767 году). Первыми путешественниками, желавшими осмотреть остров были дворяне и богачи. Число таких гостей не превышало 50 человек в год. Но постепенно численность туристов росла. К 1870-м годам вошли в моду курорты, расположенные на берегах озера (такие как Бад-Нендорф, Бад-Айльзен и Бад-Ребург) и в сезон остров стали посещать сотни людей в неделю. Среди самых известных гостей можно упомянуть Иоганна Готфрида Гердера, Фридриха де Ла Мотт Фуке, Жерома Бонапарта и кайзера Вильгельма I.

### XX век
К началу XX века Вильхельмштайн был одной из самых известных достопримечательностей региона. Этому также способствовало строительство железной дороги к озеру Штайнхудер-Меер. Появились десятки комфортабельных круизных лодок, владельцы которых предлагали туристам услуги по плаванию к острову.

### XXI век
В начале XXI века владелец острова князь Александр цу Шаумбург-Липпе провёл капитальный ремонт и реставрацию исторических зданий крепости. Работы проводились в период с 2005 по 2009 год и обошлись примерно в 1 миллион евро.
Остров Вильхельмштайн продолжает оставаться в частной собственности наследников аристократической семьи Шаумбург-Липпе. Это имеет необычные последствия. По немецким законам наличие частного острова позволяет его владельцам пользоваться моторной лодкой, что в противном случае на озёрах запрещается.
В 2021 остров был аренд в аренду на 15 лет компании Steinhuder Meer Tourismus GmbH. До этого им управлял фонд Inselvogt Hofkammer.

## Описание крепости

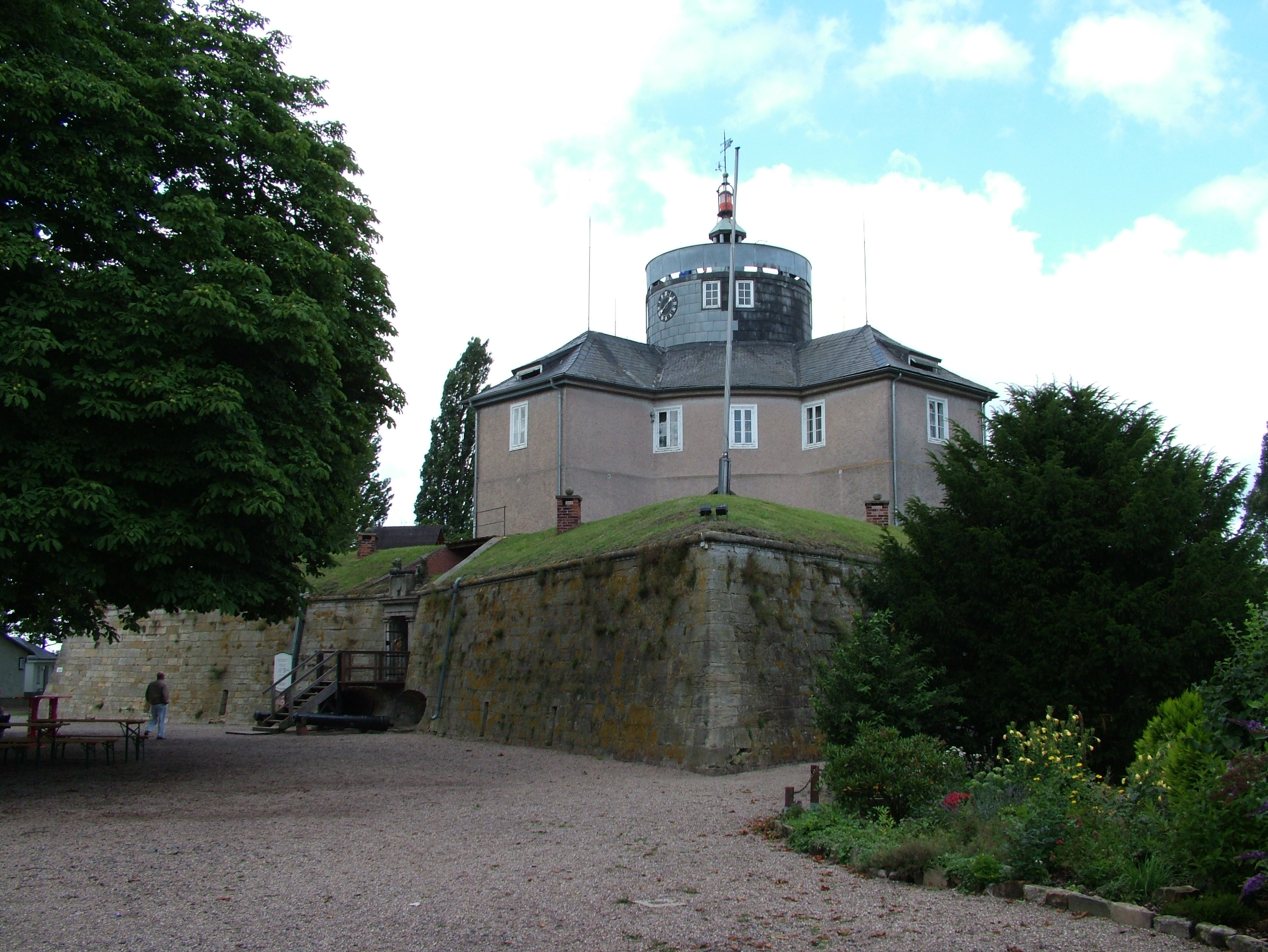
Цитадель крепости

### Главная крепость
К 1767 годами на острове был построен звездообразный вал с четырьмя бастионами и цитаделью. В то время как внешние стены были обложены каменными блоками, внутри для строительства использовался кирпич. Для солдат гарнизона внутри сделали казематы с прочными перекрытиями. Кроме того, склады для хранения боеприпасов также получили прочные крыши. Резиденция губернатора в виде небольшого замка была построена над казематами. Там же имелись помещения для проживания офицеров. На острове также возвели наблюдательную башyю, в которой с 1774 года располагалась астрономическая обсерватория. Для патрулирования берегов сделали узкую насыпь вокруг крепости.

### Внешние бастионы на 16 островах
Вокруг главного насыпали ещё 16 островов в качестве внешних фортификационных сооружений. Первоначально это были платформы на деревянных сваях и балках. Получились четыре внешних бастиона, четыре средних равелина и восемь небольших укреплений (куртин). С каждого малого острова попасть в главную крепость можно было по узким переходам c разводными мостами. Кроме артиллерийских орудий на внешних островах разместил жилые домики, мастерские, склады, госпиталь и ветряные мельницы. На юго-западе оборудовали небольшую гавань, которая сохранилась до наших дней. Там было предусмотрено место для швартовки пяти небольших канонерских лодок. На одном из островов граф приказал разбить небольшой сад.
Волны и лёд уже через несколько лет привели к обветшанию платформ, а деревянные сваи быстро сгнили. Поэтому уже к 1772 платформы стали заменили насыпными искусственными островами. А ещё через некоторое время пространства между малыми островами и главной крепостью были засыпаны песком и гравием. Окончательно единая сухопутная территория сформировалась примерно к 1810 году. В результате остров приобрёл нынешнюю почти квадратную форму с длиной каждой стороны около 100 метров. Девять из бывших 16 зданий сохранились. Однако большинство из них представляют собой не оригинальные деревянные постройки, а более поздние сооружения из кирпича и камня. Здесь были не только казармы, кузницы, лазарет и склады, но даже небольшой скотный двор.

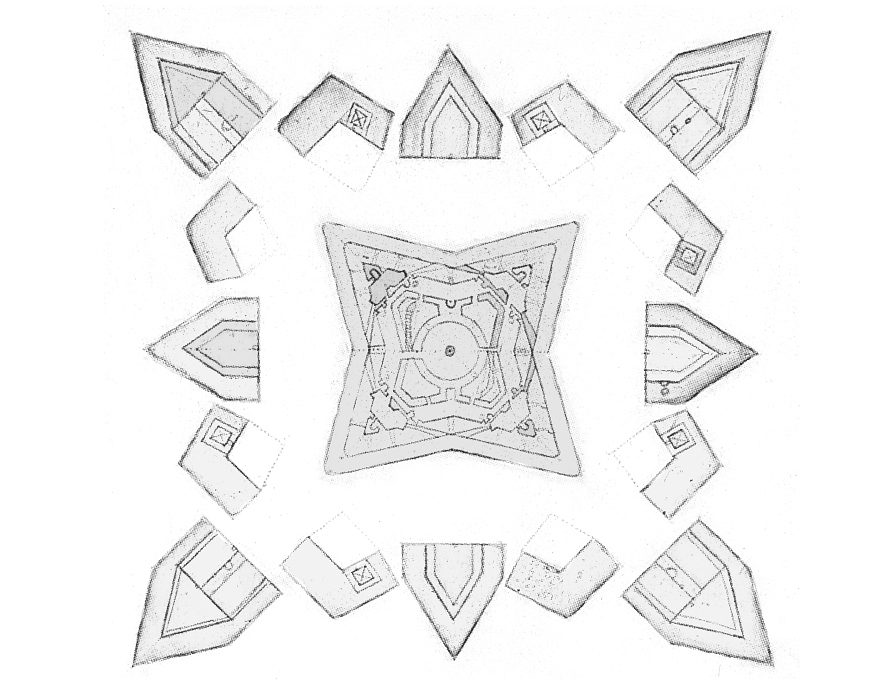
Первоначальный план крепости

### Гарнизон и вооружение
Крепость имела самые современные для того времени пушки. Всего для обороны Вильхельмштайна было предусмотрено 166 орудий. Их размещения на бастионах и равелинах завершилось в 1777 году. Имелись трёх-, шести- и двенадцатифунтовые пушки, а также мортиры. Правда к 1850 году артиллерийский парк сократился до 100 орудий. Из-за нужды в средствах владельцы княжества распродали остальные.
На случай войны планировалось размещение в крепости гарнизон из 800 солдат. Половина должна была оборонять цитадель, а остальные — внешние фортификационные сооружения. В мирное время гарнизон по регламенту должен был насчитывать только 250 солдат. Позже это число для экономии сократили до 150 человек. А в периоды кризиса, когда денег в казне не хватало ни на что, на острове оставалось всего два десятка солдат.
Военная служба в крепости гарантировала многим солдатам серьёзные проблемы со здоровьем. Высокая влажность и вечная сырость провоцировали регулярные простудные заболевания и ревматизм. По этим причинам в мирное время солдаты несли караульную службу на острове максимум десять дней, а затем их отправляли на отдых в Хагенбург и Штайнхуде. На острове также разрешалось проживать некоторым солдатским жёнам. Они были полезны в роли прачек и хозяйственных работниц. Зимой остров мог оказаться временно отрезанным от материка. Это происходило осенью в те недели, когда не образовывался прочный ледяной покров, но и лодки уже не могли плавать, или весной, когда ледяной покров становился слишком хрупким. Поэтому в крепости были предусмотрены значительные запасы продовольствия и топлива. Чтобы предотвратить разрешение искусственного острова движениями льдов, зимой солдат отправляли разрушать наступающий ледяной покров с помощью особых пил.

### Военная школа
После завершения основного строительства граф Вильгельм I рушил устроить в крепости военное учебное заведение. Он назвал его Практической артиллерийско-инженерной школой. Граф хотел вести здесь подготовку офицеров, унтер-офицеров и артиллеристов для своей армии. Обучение курсантов в течение долгих лет было бесплатным. Здесь преподавали не только военное искусство, в частности баллистику и тактику, но и общеобразовательные предметы, такие как физика, медицина, химия, история и иностранные языки. За первые 10 лет существования военного училища было произведено 44 сержанта и офицера. Самым известным учеником школа оказался будущий известный прусский генерал и реформатор армии Герхард фон Шарнхорст. Он начал свою службу в крепости Вильхельмштайн в 1773 году в возрасте 18 лет и оставался там до 1777 года. Позже Шарнхорст получил Золотую медаль военной школы. После смерти графа Вильгельма I в 1777 году его преемник Филипп II перенес школу в Бюккебург, где она через десять лет из-за нехватки средств оказалась распущена.

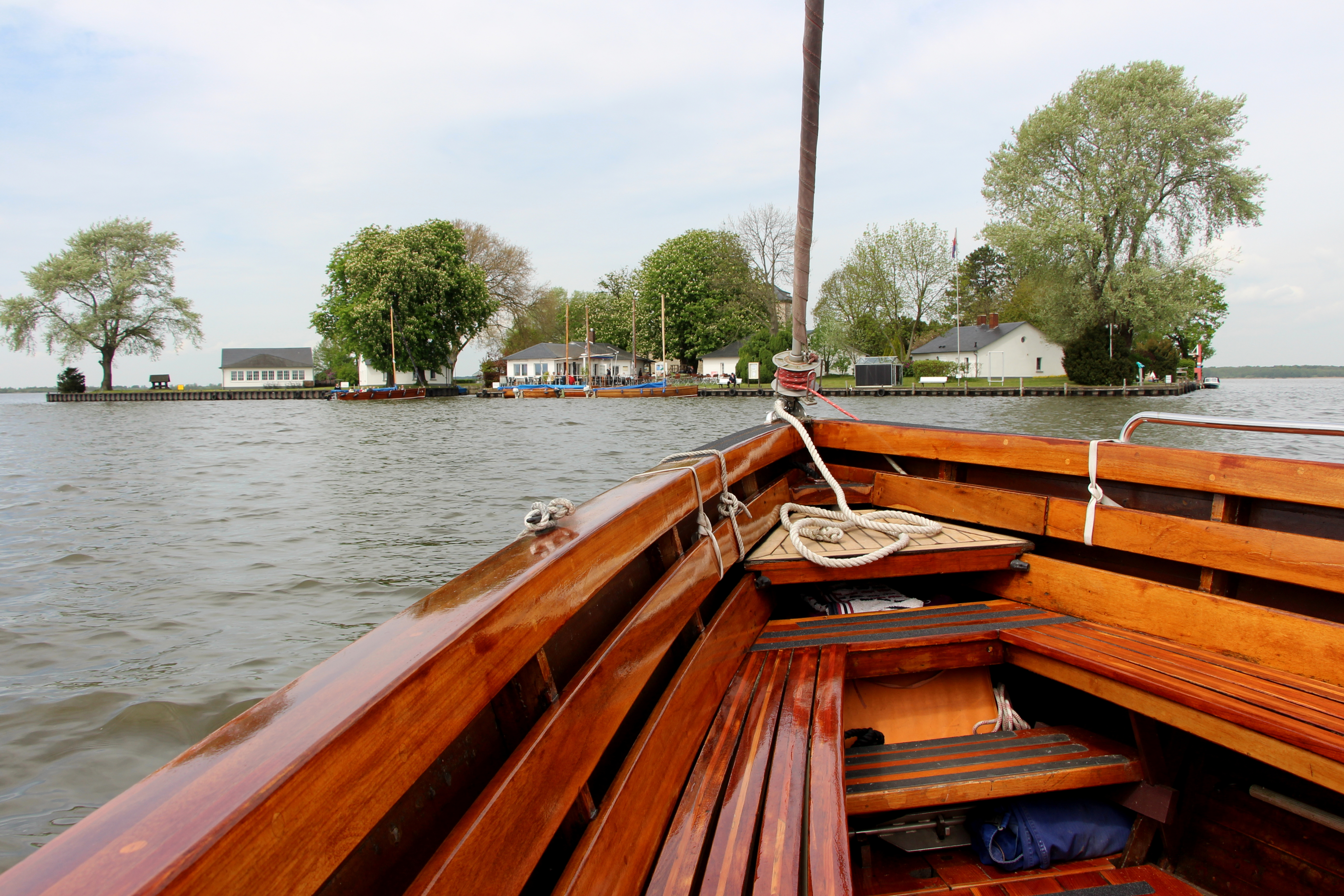
Прибытие к острову на лодке

## Современное использование
В отреставрированных зданиях размещаются кафе, сувенирный магазин, помещения для семинаров и небольшая гостиница. Одно из зданий выделено для проведения выставок. Вся крепость является музеем под открытым небом. Здесь имеется обширная экспозиция из артиллерийских орудий и других видов огнестрельного оружия.
Ежегодно остров посещают около 80 тысяч человек. Прибывающие обязаны купить билет. При этом с владельцев лодок, которые не имеют специального разрешения, за швартовку к острову также берут отдельную плату.
С 2005 года на острове возможно проведение свадебных церемоний (при этом как следует из документов в первый раз молодожёны венчались в крепости ещё в 1900 году). В среднем до 20 пар в год выбирают Вильхельмштайн как место организации свадьбы.

## Интересные факты
- В 1772 году у берегов острова прошли испытания первая в Германии подводной лодки. Субмарина называлась Steinhuder Hecht.
- Крепость послужила образцом для крепости Носса-Сеньора-да-Граса в городе Элваш в Португалии. Её проект подготовил сам граф Вильгельм цу Шаумбург-Липпе. Португальский король первоначально дал этому сооружению имя своего создателя.

## Галерея

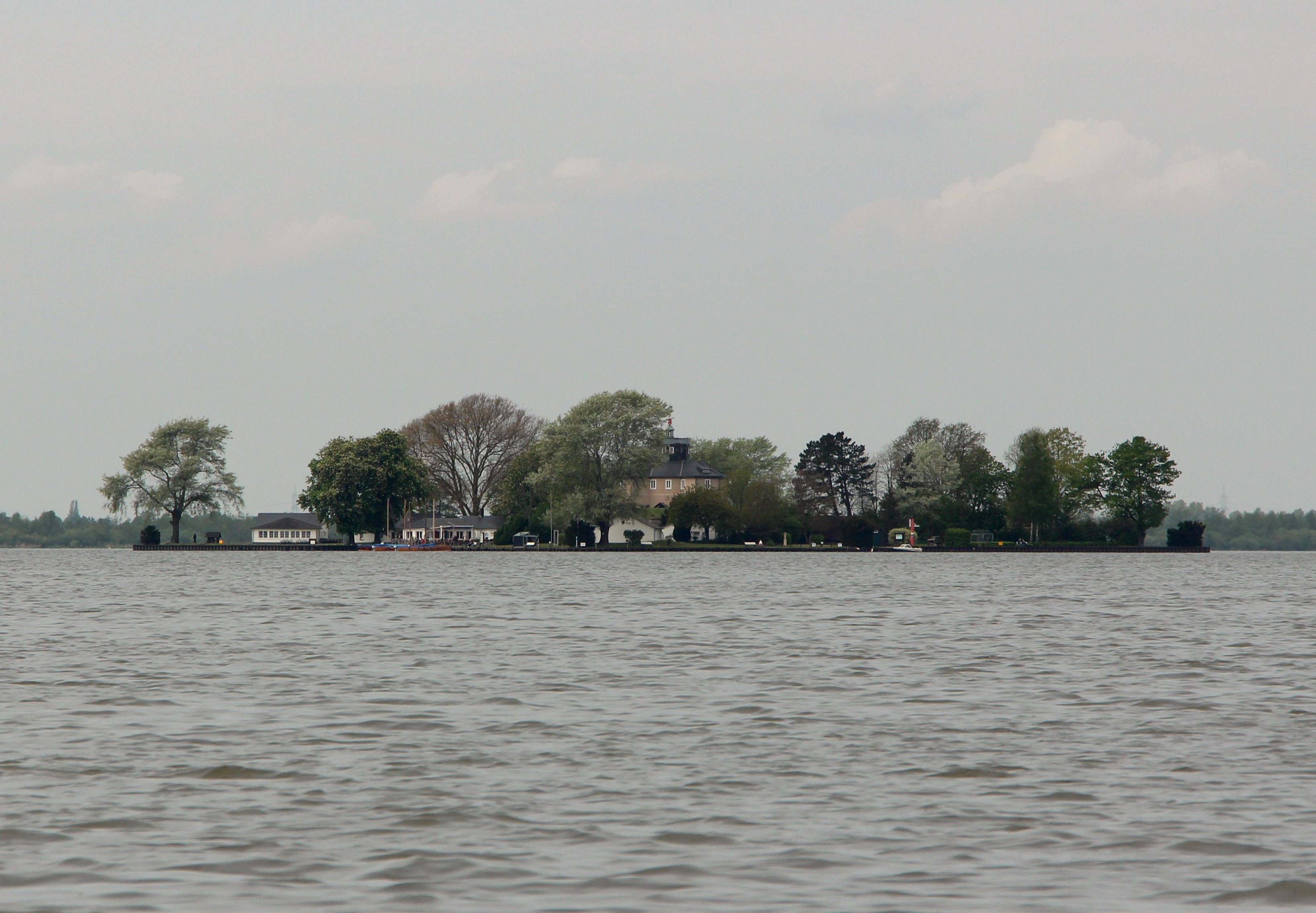
Общий вид острова-крепости
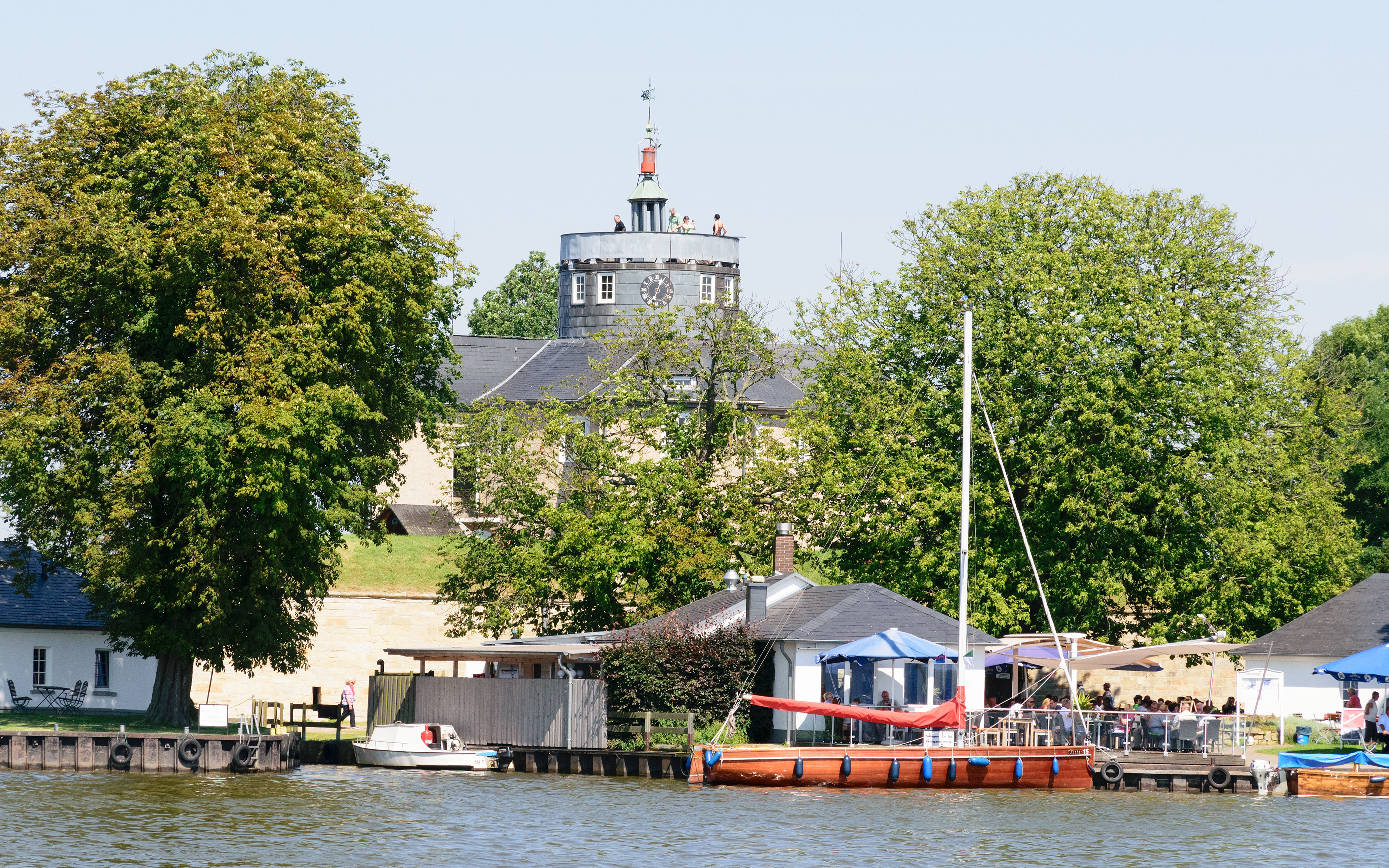
Гавань острова
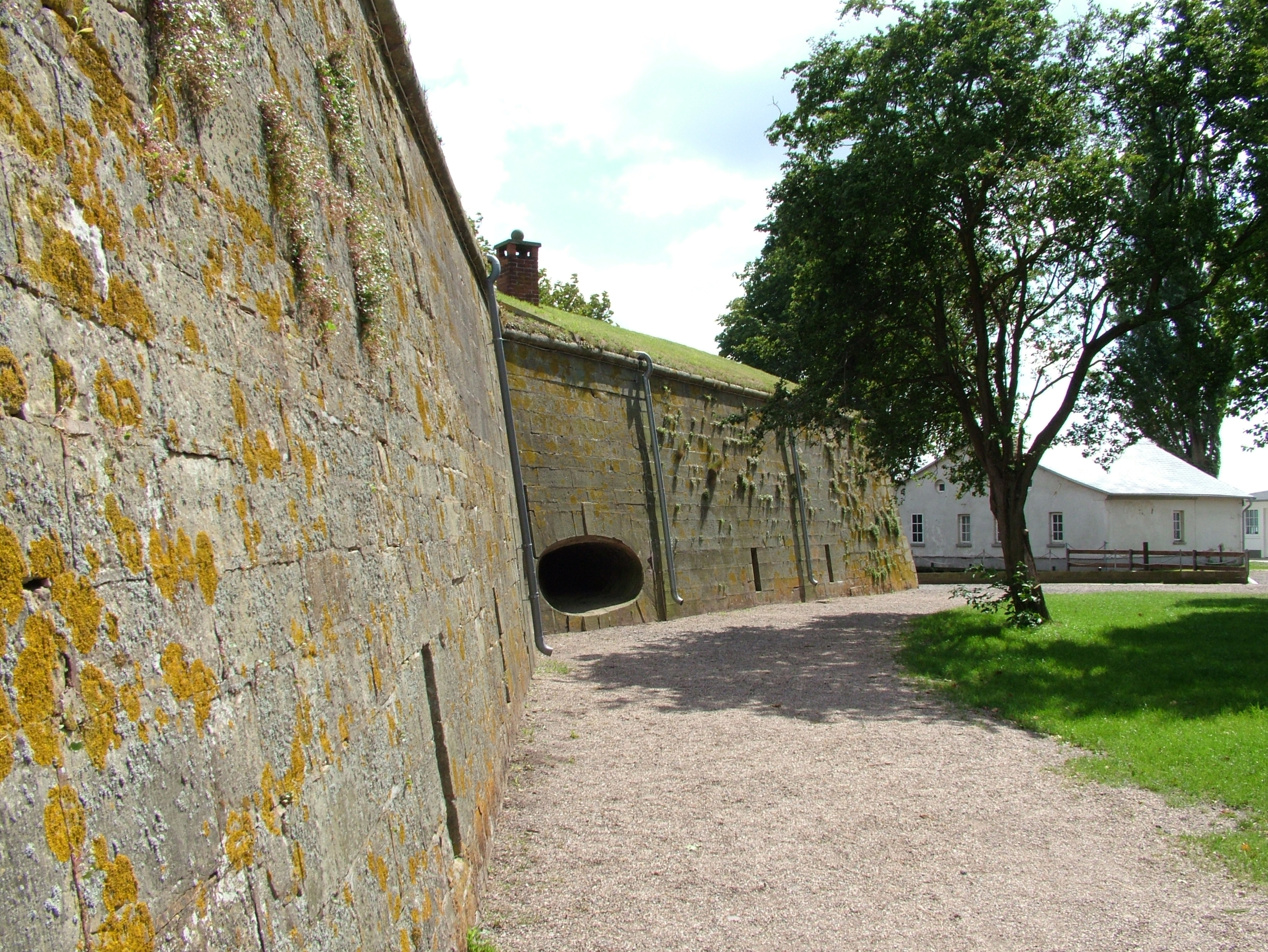
Бастионы цитадели
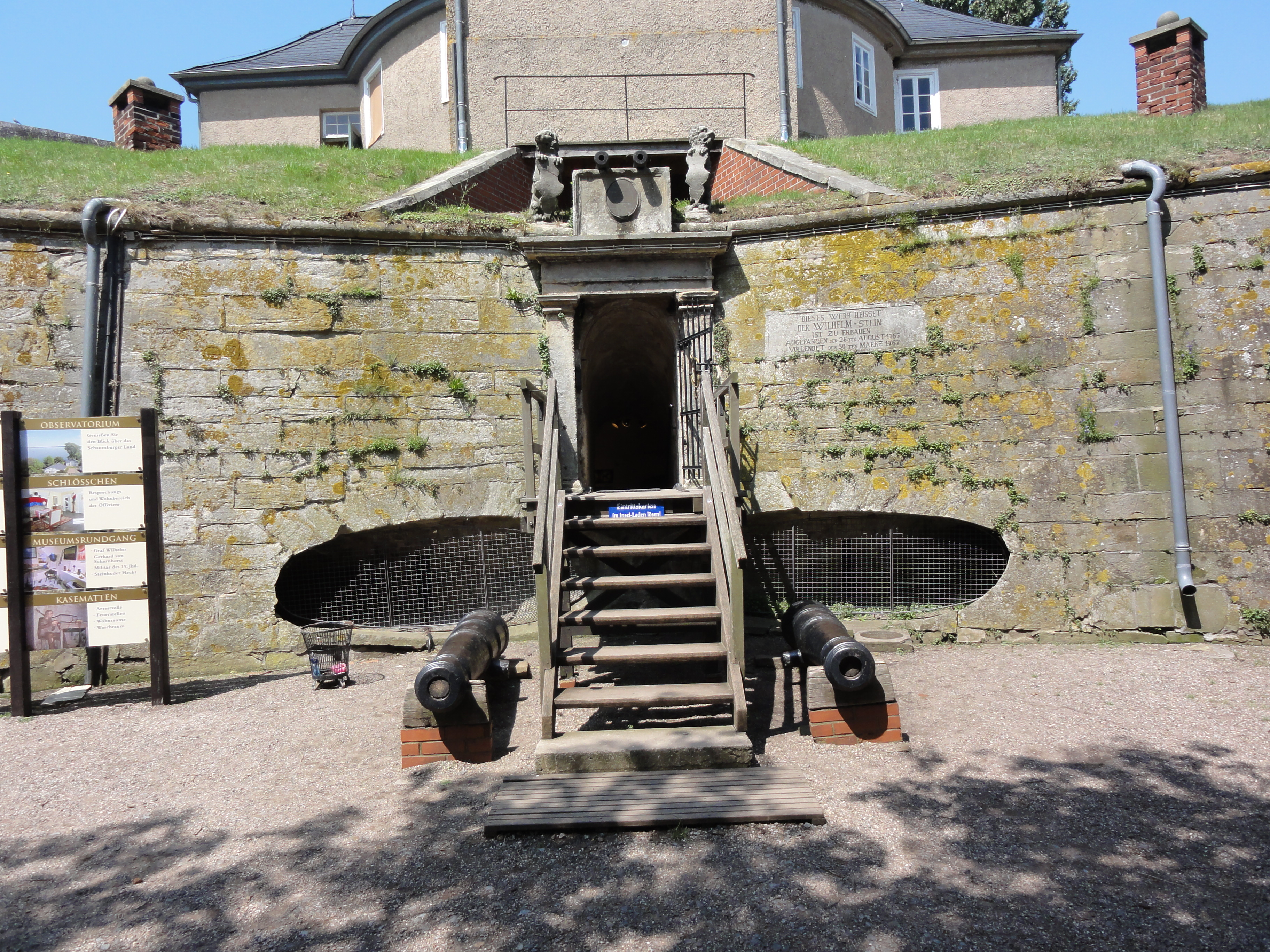
Вход в цитадель
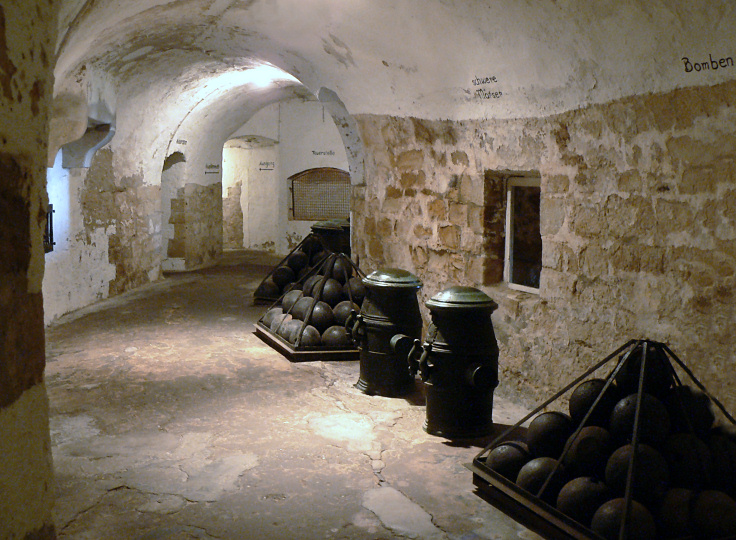
Казематы крепости